# یواس‌اس دورچستر (اس‌پی-۱۵۰۹)
یواس‌اس دورچستر (اس‌پی-۱۵۰۹) (به انگلیسی: USS Dorchester (SP-1509)) یک کشتی بود که طول آن ۵۰ فوت (۱۵ متر) بود. این کشتی در سال ۱۸۹۳ ساخته شد.